# Тракција (физикална медицина)
Тракција, извлачење, истезање, екстензија, (лат. tractio)  јесте пасивна кинезитерапијска метода физикалне медицине којом се спроводи истезање појединих делова тела применом механичке силе. Истезањем се повећава простор између пршљенова и ствара осећај олакшања, смањењем притиска у зглобовима и појединим деловима кичменог стуба, због релаксације паравертебралних мишића и смањења притиска (компресије) на коренове живаца.

## Механизам дејства
У току тракција (истезања) на кичмени стуб се делује различитим силама:
- на вратни део силама од 5-8 kPa,
- на слабински (лумбални) силама од 12-13 kPa,

Тракцијом се постиже размицање апофизних зглобова (међупршљенски зглобићи), што доводи до повећања међупршљенског отвора за 1-2 мм, и на тај начин деблокира међупршљенске зглобове и истеже лигаменте, меко ткиво, и opušta паравертебралну мускулатуру и увећава покретљивост зглобова.
Тракција може створити и негативан притисак у међупршљенском простору, што има позитиван учинак на смањење протузије дискуса - нуклеус пулпозуса (лат. nucleus pulposus) 
Продуженом умереном вучном силом истежу се мишићи, тетиве, лигаменти и дискуси, што смањује компресију на међупршљенске зглобове и укљештене и иритацијом оштећене, коренове кичмених нерава и крвних судова и на тај начин повећава покретљивост кичме и смањују бол.

## Врсте тракције
Тракција или извачење може бити;
| Врсте тракције        | Карактеристике тракције |
| --------------------- | --- |
| Према трајању         | - Континуирана (неколико сати дневно у трајању од 10-14 дана) - Интермитентна (ритмичко истезање у кратком временском размаку) |
| Према положају тела   | - Вертикална - Хоризонтална |
| Према месту извођења  | - Тракција у води - Тракција ван воде (на сувом)                                                                               |
| Остале врсте тракција | - Хармонична - Мануелна - ручна - Помоћу апарата - Прогресивна, - Аутотракција (изводи је сам болесник).                       |

## Индикације
Тракција се примењује код;
- Дискорадикуларни конфликт
- Дегенеративна болест зглоба са сужењем међузглобног простора (у почетној фази)
- Дискоидни бол са (грчем) спазмом паравертебралне мишића
- Смањена покретљивост (хипомобилност) зглоба
- Спондилолистеза
- Компресивни прелом кичме, хипомобилност зглобова (смањена покретљивост)
- Спазам мишића.

## Контраиндикације
Тракција се не примењује код;
- тумора,
- инфекција,
- реуматоидног артритиса,
- остеопорозе,
- болесника са акутним повредама и акутним запаљењима,[7]
- болесника са акутним запаљењима,
- хипермобилности зглобова,
- васкуларних промена,
- фиброзе лумбалне (слабинске) кичме,
- болесника са темпоромандибуларном дисфункцијом,
- ако се симптоми повећавају у току примене тракције или долази до стварања притиска .